# Oglądacz zwłok

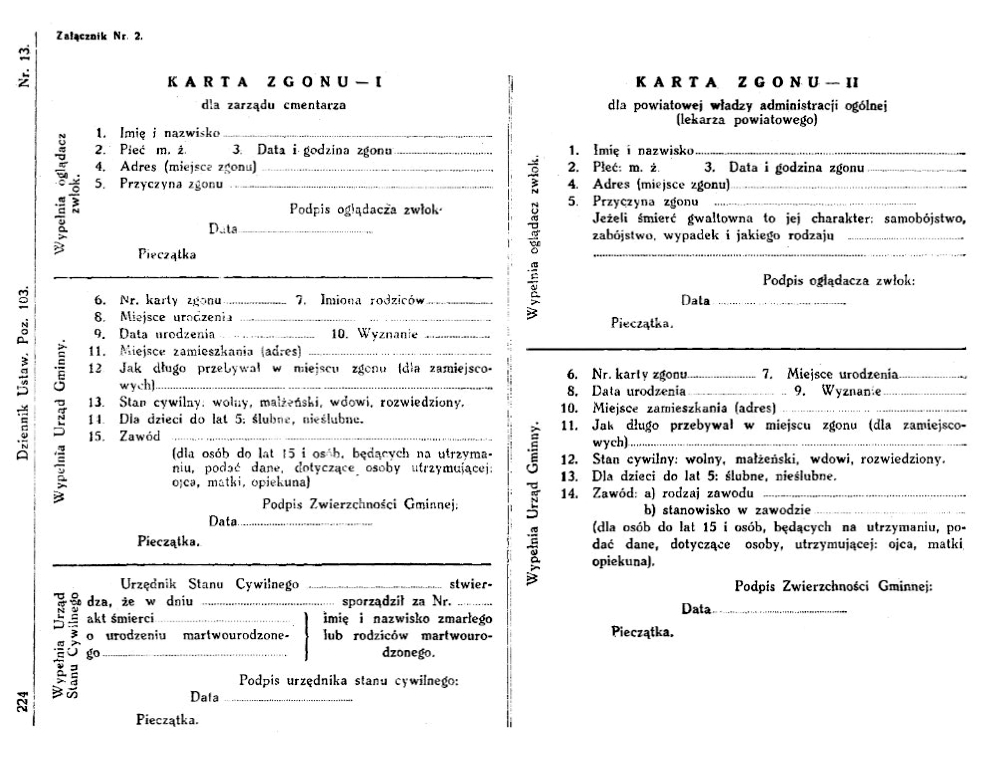
Wzór karty zgonu uwzględniający udział oglądacza zwłok

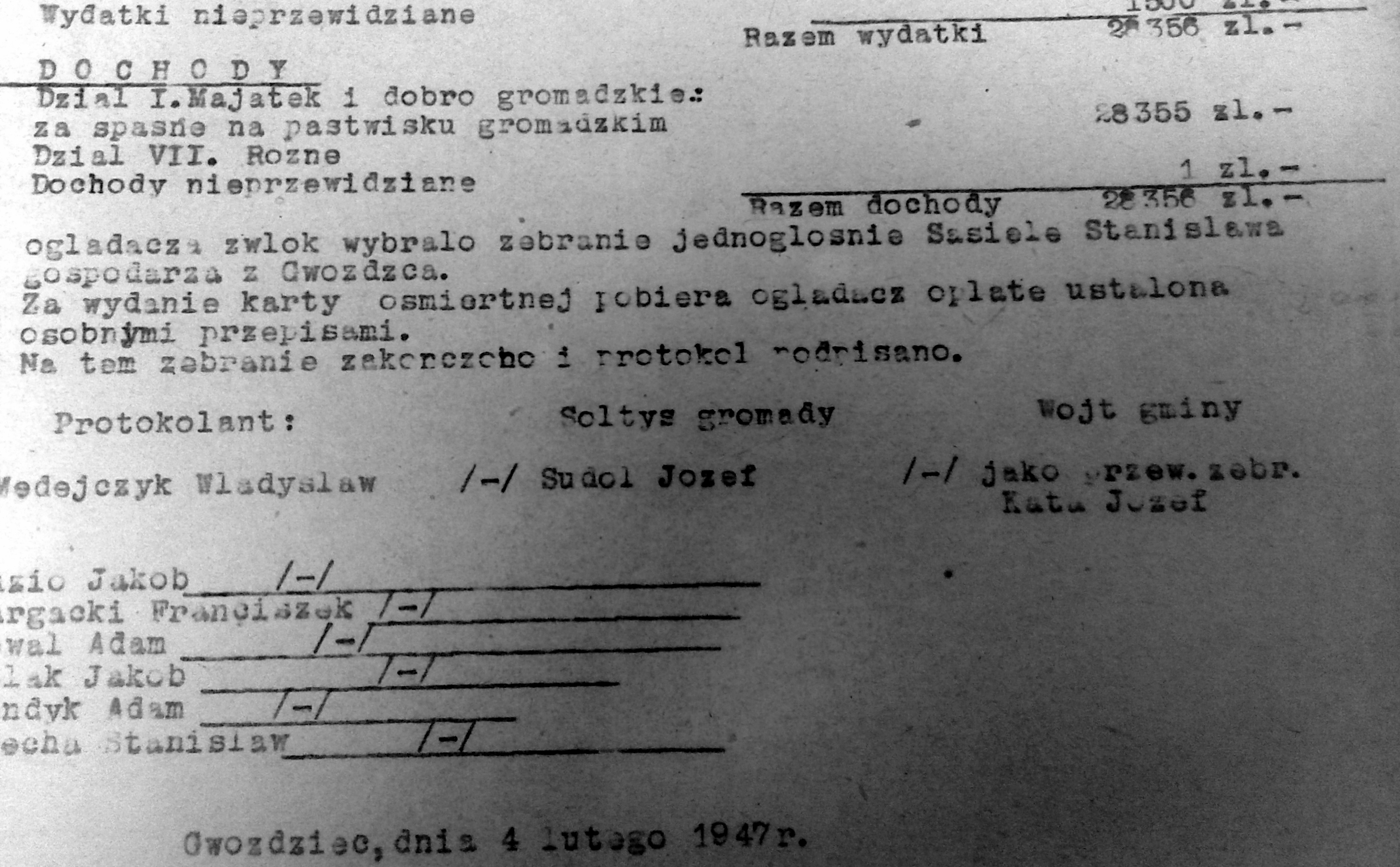
Fragment protokołu zebrania gromadzkiego dotyczący powołania na oglądacza zwłok

Oglądacz zwłok – osoba posiadająca odpowiednie kompetencje i upoważniona do stwierdzania przyczyny zgonu osób zmarłych. Funkcja ta w Polsce była umocowana prawnie w latach 1933-1962.
W rozporządzeniu Ministra Opieki Społecznej z dnia 30 listopada 1933 roku (o chowaniu zmarłych i stwierdzaniu przyczyny zgonu) znajdował się zapis, że lekarze muszą stwierdzać zgon i jego przyczynę tylko w miejscowościach, w których mieszkają i w promieniu 4 kilometrów od nich. W pozostałych przypadkach zgon musiał stwierdzić oglądacz zwłok, który udawał się na miejsce, gdzie znajdowały się zwłoki, nie później niż 12 godzin po otrzymaniu wezwania. Po ich obejrzeniu i zasięgnięciu niezbędnych informacji od świadków wypełniał on odpowiednie części karty zgonu. 
Osobę do funkcji oglądacza zwłok zobowiązana była powołać i utrzymywać gmina.